# Farideh Firoozbakht
Farideh Firoozbakht (Ispaã, 1962 – 2019) foi uma matemática iraniana.
Estabeleceu a conjectura de Firoozbakht sobre a distribuição de números primos em 1982. Estudou farmacologia e depois matemática na Universidade de Isfahan e lecionou matemática em universidades iranianas, incluindo a Universidade de Isfahan.